# Pasar II
Pasar II is een bestuurslaag in het regentschap Muara Enim van de provincie Zuid-Sumatra, Indonesië. Pasar II telt 6947 inwoners (volkstelling 2010).